# 卡诺肖
卡诺肖（義大利語：Canosio），是意大利库内奥省的一个市镇。总面积48平方公里，人口90人，人口密度1.9人/平方公里（2009年）。ISTAT代码为004038。